# Каршево (Ельблонзький повіт)
Каршево (пол. Karszewo, нім. Karschau) — село в Польщі, у гміні Млинари Ельблонзького повіту Вармінсько-Мазурського воєводства.
Населення — 118 осіб (2011).
У 1975-1998 роках село належало до Ельблонзького воєводства.

## Демографія
Демографічна структура станом на 31 березня 2011 року:
|          | Загалом | Допрацездатний вік | Працездатний вік | Постпрацездатний вік |
| -------- | ------- | ------------------ | ---------------- | -------------------- |
| Чоловіки | 62      | 19                 | 32               | 11                   |
| Жінки    | 56      | 16                 | 25               | 15                   |
| Разом    | 118     | 35                 | 57               | 26                   |